# Salix silesiaca
Salix silesiaca är en videväxtart som beskrevs av Carl Ludwig von Willdenow. Salix silesiaca ingår i släktet viden, och familjen videväxter. Inga underarter finns listade i Catalogue of Life.

## Bildgalleri

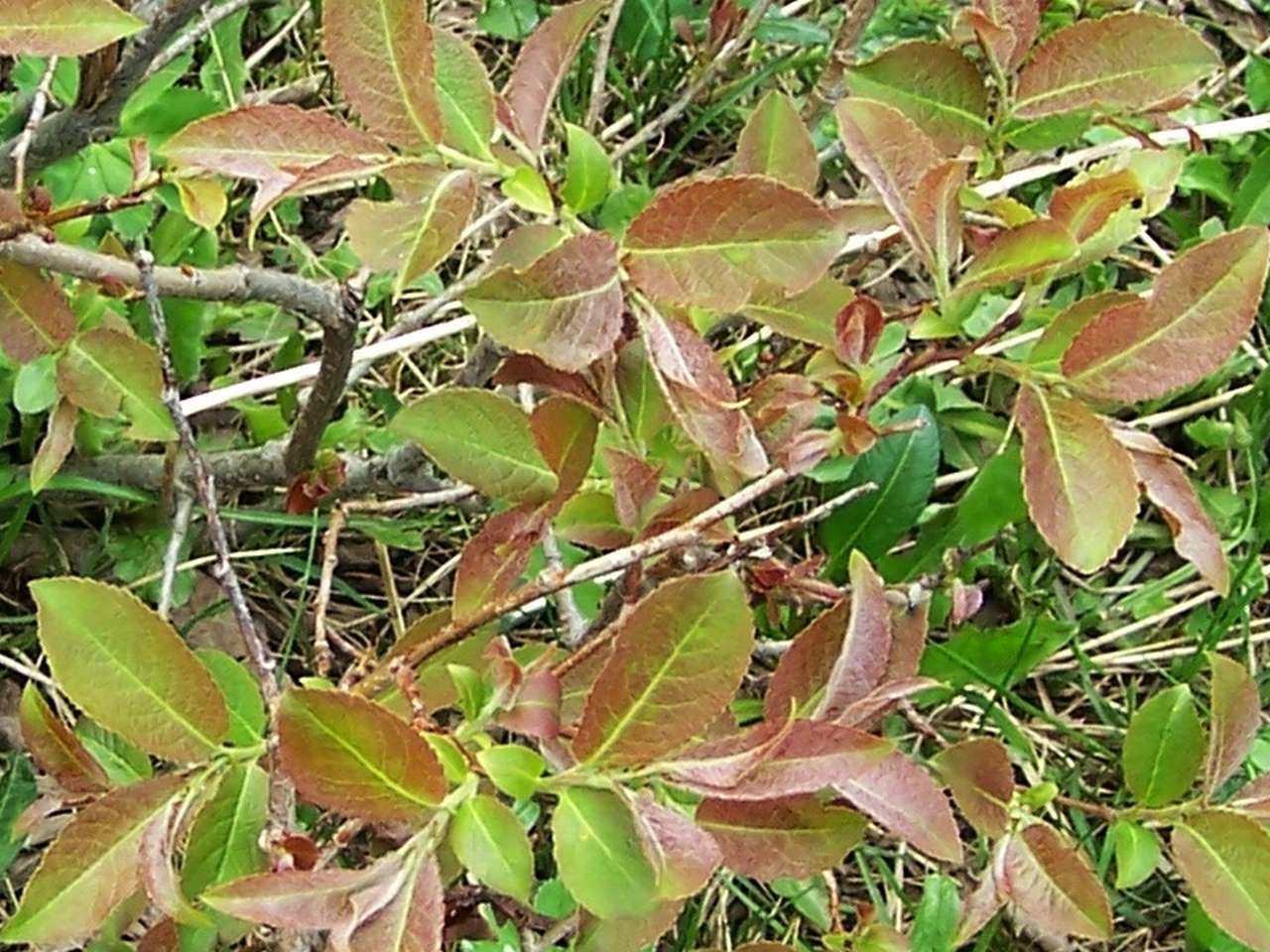
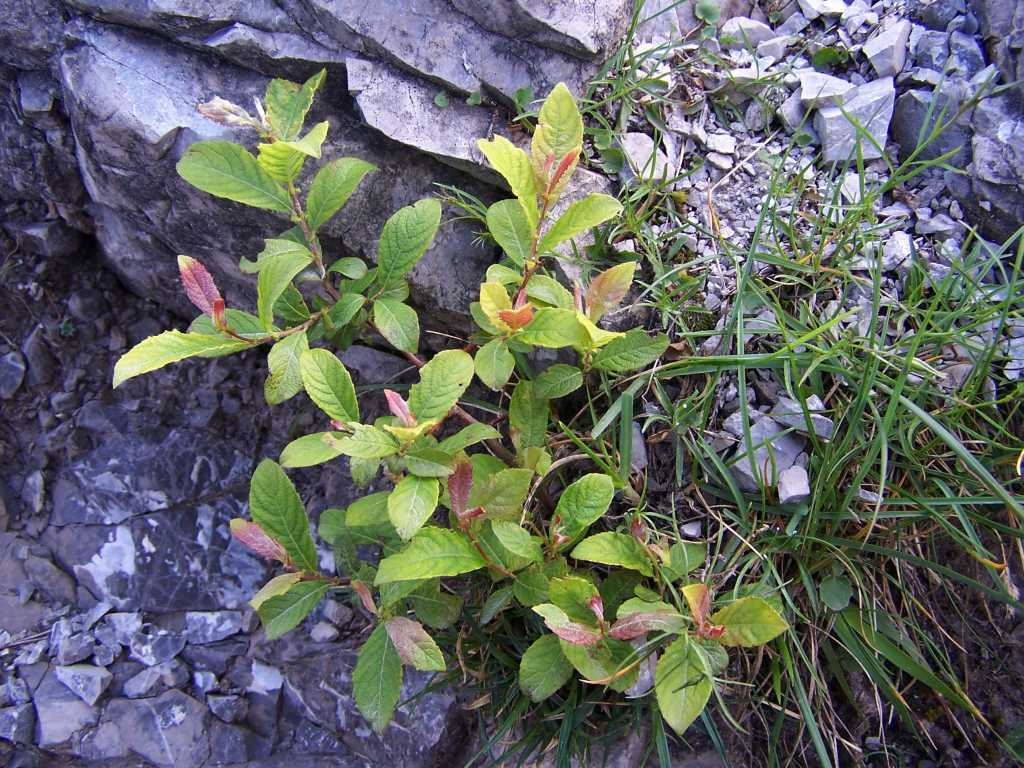
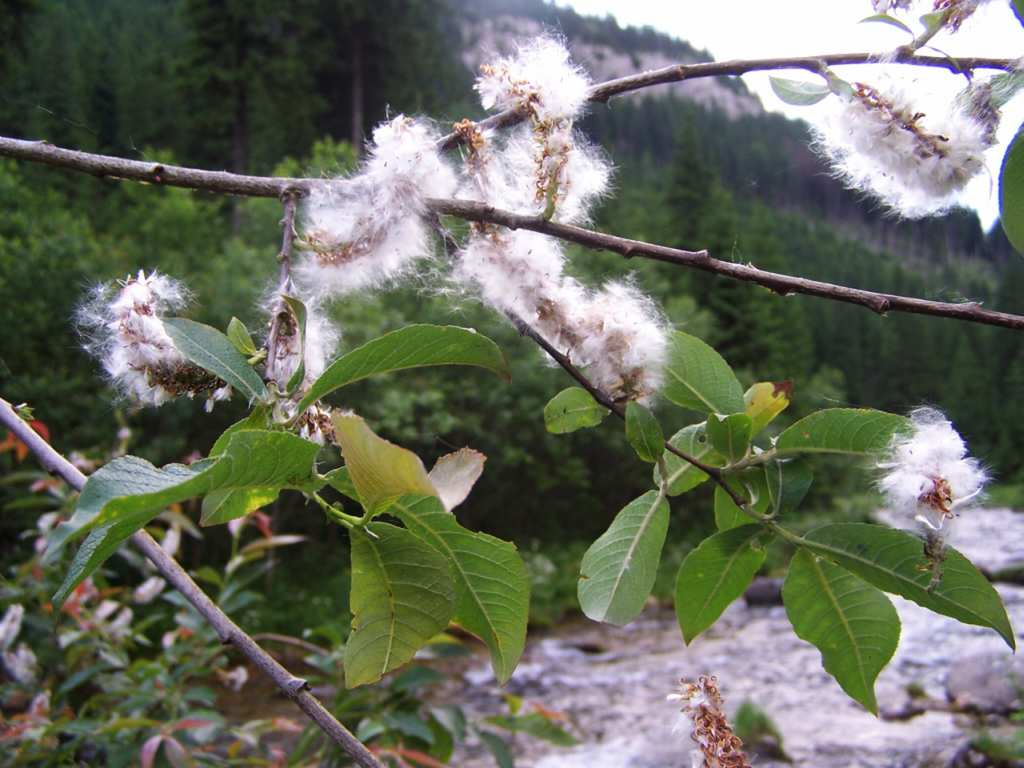
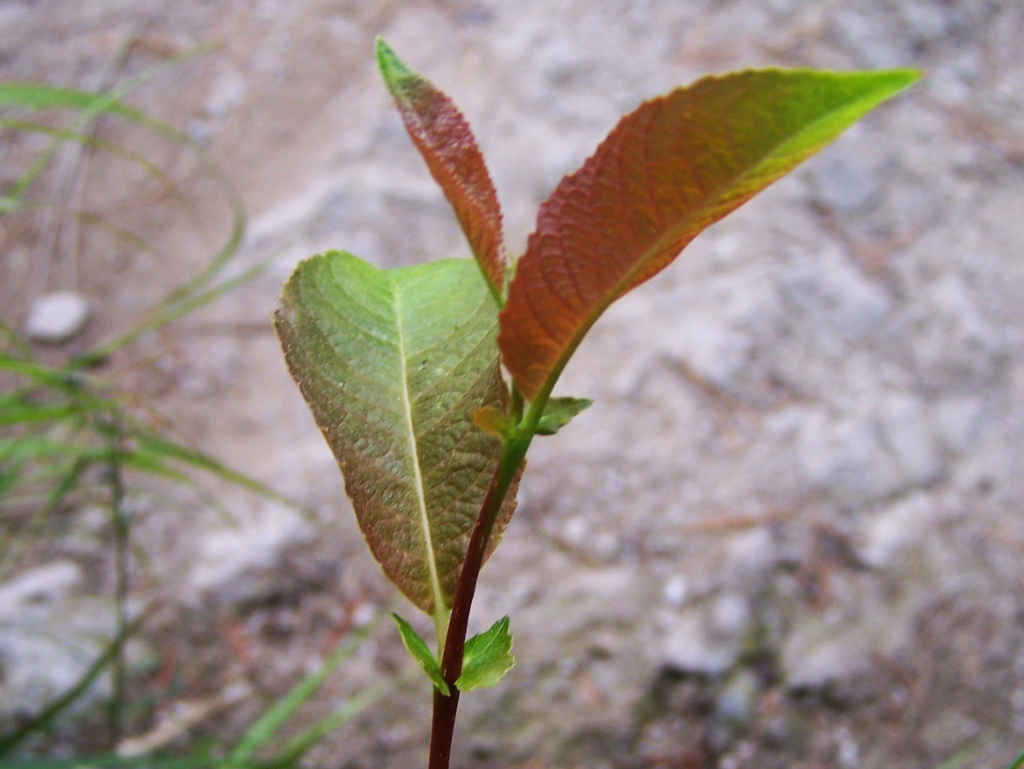